# 視能訓練士養成所
視能訓練士養成所（しのうくんれんしようせいしよ）とは、視能訓練士の養成施設。視能訓練士学校とも呼ばれる。
多くは4年制の大学または、3年制専門学校である。およそ3年間で、400万〜500万円の学費が必要である。2022年現在、全国視能訓練士学校協会に加盟している養成校は26校である。

## 学校一覧

### 大学
2022年現在、大学（学士課程）である視能訓練士養成所は、募集停止校を除き9校存在する。
| 学校名               | 学部名                 | 学科名                 | 専攻・コース名     | 所在地           | 備考 |
| -------------------- | ---------------------- | ---------------------- | ------------------ | ---------------- | ---- |
| 東北文化学園大学     | 医療福祉学部           | リハビリテーション学科 | 視覚機能学専攻     | 宮城県仙台市     |      |
| 国際医療福祉大学     | 保健医療学部           | 視機能療法学科         |                    | 栃木県大田原市   |      |
| 帝京大学             | 医療技術学部           | 視能矯正学科           |                    | 東京都板橋区     |      |
| 北里大学             | 医療衛生学部           | リハビリテーション学科 | 視覚機能療法学専攻 | 神奈川県相模原市 |      |
| 新潟医療福祉大学     | 医療技術学部           | 視機能科学科           |                    | 新潟県新潟市     |      |
| 愛知淑徳大学         | 健康医療科学部         | 医療貢献学科           | 視覚科学専攻       | 愛知県長久手市   |      |
| 大阪人間科学大学     | 人間科学部             | 医療福祉学科           | 視機能訓練専攻     | 大阪府茨木市     |      |
| 川崎医療福祉大学     | リハビリテーション学部 | 視能療法学科           |                    | 岡山県倉敷市     |      |
| 福岡国際医療福祉大学 | 医療学部               | 視能訓練士学科         |                    | 福岡県福岡市     |      |

### 短期大学
2022年現在、短期大学である視能訓練士養成所は1校存在する。
| 学校名           | 学科名                 | 専攻・コース名 | 修業年限 | 所在地       |
| ---------------- | ---------------------- | -------------- | -------- | ------------ |
| 平成医療短期大学 | リハビリテーション学科 | 視機能療法専攻 | 3年制    | 岐阜県岐阜市 |

### 専修学校・各種学校

#### 高等学校卒業者対象
2022年現在、専修学校、または各種学校のうち、高等学校卒業者を対象とする視能訓練士養成所は17校存在する。
| 学校名                         | 学科名            | 修業年限 | 所在地           |
| ------------------------------ | ----------------- | -------- | ---------------- |
| 北海道ハイテクノロジー専門学校 | 視能訓練士学科    | 3年制    | 北海道恵庭市     |
| 吉田学園医療歯科専門学校       | 視能訓練学科      | 3年制    | 北海道札幌市     |
| 東北文化学園専門学校           | 視能訓練士科      | 3年制    | 宮城県仙台市     |
| 仙台医健・スポーツ専門学校     | 視能訓練科        | 3年制    | 宮城県仙台市     |
| 浦和専門学校                   | 視能訓練士科      | 3年制    | 埼玉県さいたま市 |
| 専門学校日本医科学大学校       | 視能訓練士科      | 3年制    | 埼玉県越谷市     |
| 東京医薬看護専門学校           | 視能訓練士科      | 3年制    | 東京都江戸川区   |
| 日本医歯薬専門学校             | 視能訓練士学科Ⅰ部 | 3年制    | 東京都杉並区     |
| 新潟医療技術専門学校           | 視能訓練士科      | 3年制    | 新潟県新潟市     |
| 静岡福祉医療専門学校           | 視能訓練士学科    | 3年制    | 静岡県静岡市     |
| 名古屋医専                     | 視能訓練学科      | 3年制    | 愛知県名古屋市   |
| 京都医健専門学校               | 視能訓練科        | 3年制    | 京都府京都市     |
| 大阪医専                       | 視能訓練学科      | 3年制    | 大阪府大阪市     |
| 大阪医療福祉専門学校           | 視能訓練士学科    | 3年制    | 大阪府大阪市     |
| 神戸総合医療専門学校           | 視能訓練士科      | 3年制    | 兵庫県神戸市     |
| 西日本教育医療専門学校         | 視能訓練士学科    | 3年制    | 熊本県熊本市     |
| 大分視能訓練士専門学校         | 視能訓練士学科    | 3年制    | 大分県大分市     |

#### 短期大学卒業者程度対象
2022年現在、専修学校、または各種学校のうち、短期大学卒業者程度を対象とする視能訓練士養成所は3校存在する。
| 学校名               | 学科名            | 修業年限 | 所在地         |
| -------------------- | ----------------- | -------- | -------------- |
| 東京医薬看護専門学校 | 視能訓練士科      | 1年制    | 東京都江戸川区 |
| 日本医歯薬専門学校   | 視能訓練士学科Ⅱ部 | 1年制    | 東京都杉並区   |
| 大阪医療福祉専門学校 | 視能訓練士学科    | 1年制    | 大阪府大阪市   |